# Claire Pérot
Pour les articles homonymes, voir Perot.
Claire Pérot, née le 30 janvier 1982 à Montereau-Fault-Yonne (Seine-et-Marne), est une actrice et chanteuse française.
De 2006 à 2008, elle est la tête d'affiche à Paris de la comédie musicale Cabaret et fin 2024, elle joue le rôle de Fantine dans Les Misérables au théâtre du Châtelet.

## Biographie

### Famille et formation
Claire Pérot naît le 30 janvier 1982 à Montereau dans le département de Seine-et-Marne,.
Elle fait ses premiers pas sur scène à 11 ans grâce à son professeur d'éducation musicale de collège, Christian Bouda. 
C'est au cours d'un de ces spectacles, où elle tient le rôle de Peter Pan, que Gégé et Vava Candy, qui ont travaillé avec Michel Fugain au sein du Big Bazar, vont la remarquer. 
Claire apprend le piano au conservatoire, fait de la gymnastique en compétition, et intègre la Troupe du Théâtre du Confluent, dans sa ville natale, avec qui elle joue La Religieuse (de Denis Diderot) à Avignon (1997). Après des années en internat et son Bac L décroché avec mention, elle intègre des stages d'interprétation au Studio des Variétés (1999 à 2004), au Cours Florent, et aux Ateliers de Chaillot avec Azize Kabouche en 2000.
Elle a un fils, Nino, né en 2004 de son union avec Fred Magnier.

### Carrière
Claire débute de manière polyvalente, entre le cinéma avec Jean Paul Civeyrac (Le Doux Amour des hommes) et la télévision, en tant que comédienne. Elle est animatrice de Lollytop, l'émission féminine de la chaîne Canal J de 2002 à 2004. En parallèle, Claire écrit et compose des chansons avec différentes équipes, et apparait notamment sur une compilation de Béatrice Ardisson, sous le pseudonyme KLR. En 2002, elle est aux côtés de Catherine Ringer dans la comédie musicale Concha Bonita d'Alfredo Arias et René de Ceccatty sur une musique de Nicola Piovani, pour le Théâtre national de Chaillot.
En 2006, elle décroche le rôle de Sally Bowles, rendu célèbre par Liza Minnelli en 1972 dans la comédie musicale Cabaret qui se joue pendant deux ans au théâtre des Folies Bergère à Paris, puis en tournée, et repris au Théâtre Marigny, en 2011. 

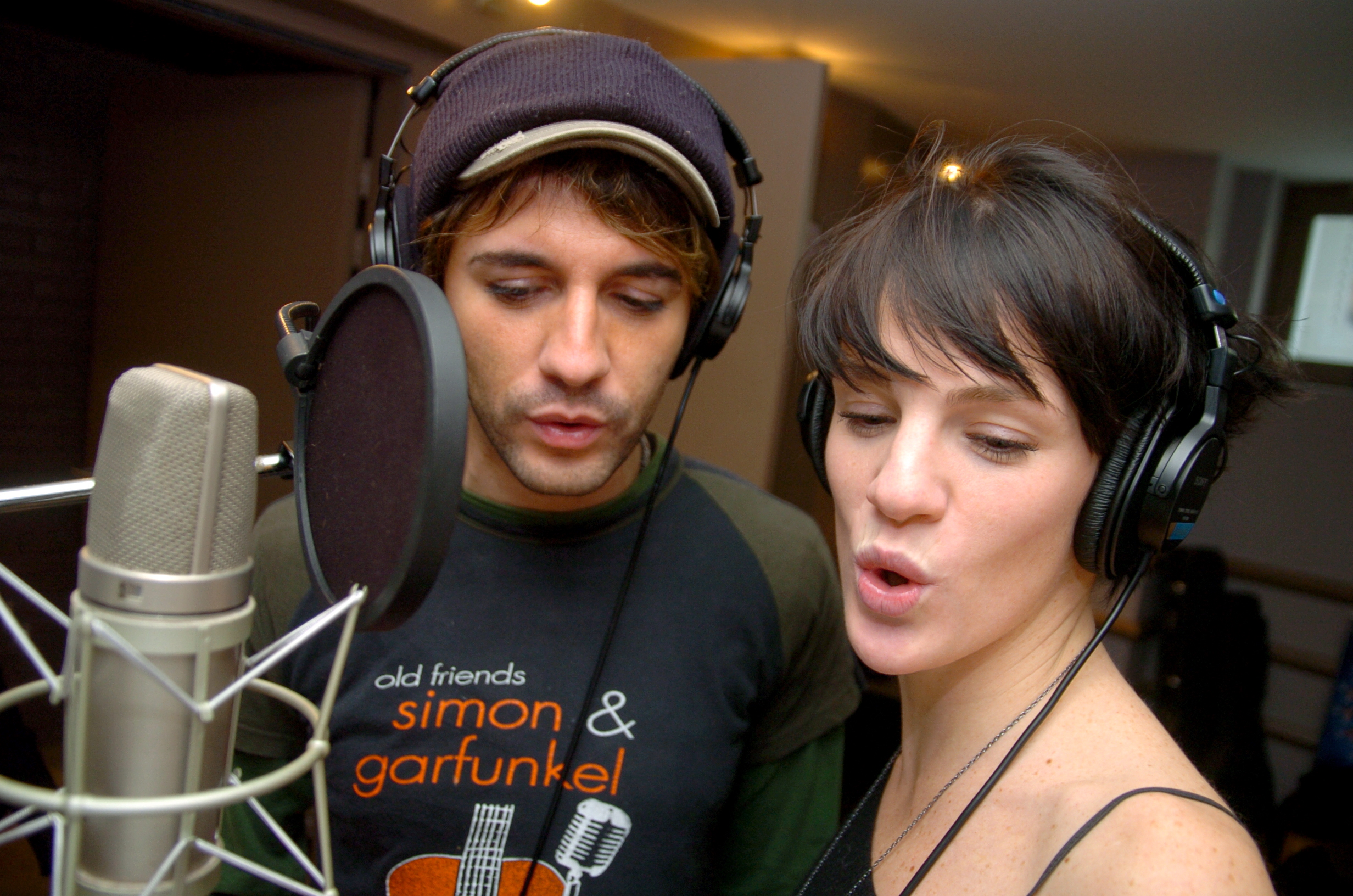
Mikelangelo Loconte et Claire Pérot durant l'enregistrement de l'album de Mozart, l'opéra rock, le 15 janvier 2009 à Paris.

En 2007, elle est nommée aux Molières dans la catégorie « Révélation théâtrale de l'année ». Sa carrière continue à couvrir le cinéma (À Bout Portant de Fred Cavalé, Adèle Blanc Sec de Luc Besson...), des rôles à la télévision (Des gens qui passent, inspiré de Modiano) et au théâtre (Irma La douce, mise en scène Nicolas Briançon, Spamalot avec PEF). En 2009, elle apparait dans la comédie musicale populaire Mozart, l'opéra rock, où elle rencontre le cinéaste Olivier Dahan avec qui elle composera. Elle continue l'écriture sous le pseudonyme « Cœur Pourpre », et remporte en 2019 la bourse « Adami Déclencheur », pour son projet performance CHAOS, œuvre hybride entre poésie et musique.
En 2024-2025, elle joue le rôle de Fantine dans Les Misérables de Claude-Michel Schönberg, Alain Boublil et Jean-Marc Natel d'après Victor Hugo, mise en scène Ladislas Chollat au théâtre du Châtelet.

## Filmographie

### Cinéma
- 2001 : Le Doux Amour des hommes de Jean Paul Civeyrac : Jeanne
- 2010 : Les Aventures extraordinaires d'Adèle Blanc-Sec de Luc Besson : Nini les Gambettes
- 2010 : À bout portant de Fred Cavayé : Anais Susini

### Télévision

#### Téléfilms
- 2009 : Des gens qui passent : Sylvette
- 2010 : La Maison des Rocheville de Jacques Otmezguine : Margot
- 2010 : Second Seuil de Loïc Nicoloff : Delphine
- 2013 : Le Bonheur sinon rien ! de Régis Musset : Sophie
- 2014 : Vogue la vie de Claire de La Rochefoucauld
- 2023 : Meurtres dans le Cantal de Sandrine Cohen : la légiste

#### Séries télévisées
- 2000 : Blues de J-P Gibrat
- 2002 : Sami, le pion : Clotilde
- 2002 : Patron sur mesure : Camille
- 2002-2004 : présentatrice de l'émission Lollytop, produite par Bertrand Amar, sur Canal J[8].
- 2003 : Louis la Brocante : Lili Deniau
- 2007 : Joséphine, ange gardien, épisode 40 (3e de la 11e saison), « Paris-Broadway » : Olympe
- 2009 : PJ, épisode 12 de la 13e saison, « Règlement de comptes » : Anita Murano, la red-skin.
- 2009 : Action spéciale douanes : Céline
- 2011 : Section de recherches : Karina
- 2013 : Alice Nevers: le juge est une femme, épisode 6 de la 11e saison, Amazone : Maëlle Leguennec

## Doublage

### Films
- 2023 : L'Académie de M. Kleks (pl) : ? (?)
- 2024 : Mothers' Instinct : ? (?)

### Séries télévisées
- 2024 : Les Expatriées : Charly (Bonde Sham (zh)) (mini-série)
- 2024 : Ronja, fille de brigand (sv) : Smavis (Agnes Rase)
- 2024 : Dead Boy Detectives : ? (?)

### Séries d'animation
- 2017-2019 : Paprika : Coton et Maman Paprika (voix originale)
- 2020 : Coache-moi si tu peux : Timéa et Corinne Sissou (voix originale)
- depuis 2020 : Baby Shark : L'Aventure sous l'eau : Baby Shark[a]

## Théâtre
- 2002-2003 : Concha Bonita mise en scène par Alfredo Arias au théâtre national de Chaillot et en tournée : Dolly
- 2005 : Peter Pan au théâtre des Variétés
- 2006-2007 : Cabaret : Sally Bowles
- Septembre 2009-janvier 2010 : Mozart, l'opéra rock (Dove Attia, Albert Cohen) : Constance Weber
- 2011 : Cabaret de Joe Masteroff, Fred Ebb, John Kander, mise en scène Rob Marshall, Sam Mendes, Théâtre Marigny
- 2014 : Flashdance Paris au théâtre du Gymnase : Gloria
- 2015 : Irma la Douce de Alexandre Breffort, mise en scène Nicolas Briançon, Théâtre de la Porte Saint-Martin
- 2019-2022 : Les Franglaises, Théâtre Bobino
- 2022 : Radium Girls, Beautés Mortelles[9] pièce de théâtre immersif écrite et mise en scène par Fabien Gaertner, chorégraphies par François Latapye, produite par la Compagnie du Reflet.
- 2024-2025 : Les Misérables de Claude-Michel Schönberg, Alain Boublil et Jean-Marc Natel d'après Victor Hugo, mise en scène Ladislas Chollat au théâtre du Châtelet : Fantine.

## Autres productions
- 2012 : projet electro Beautiful Strange Things, collab APPART
- 2018 : ADAMI déclencheur, performance CHAOS
- 2023 : album BMG pour Alboom, pseudo COEUR POURPRE

## Pour approfondir